# Rhyacophila anatina
Rhyacophila anatina är en nattsländeart som beskrevs av Morton 1900. Rhyacophila anatina ingår i släktet Rhyacophila och familjen rovnattsländor. Inga underarter finns listade i Catalogue of Life.